# Cecenówko
Cecenówko (deutsch Neu Zezenow, kaschubisch Nowè Cecenowò) ist ein sehr kleiner kaschubischer Ort im Nordwesten der polnischen Woiwodschaft Pommern. Er gehört zum Schulzenamt Cecenowo (Zezenow) in der Landgemeinde Główczyce (Glowitz) im Powiat Słupski (Kreis Stolp).
Cecenówko liegt einen Kilometer südöstlich der Woiwodschaftsstraße 213 bei Cecenowo. Die nächste Bahnstation ist Wrzeście (Freest) an der Bahnstrecke von Lębork (Lauenburg in Pommern) nach Łeba (Leba).
Cecenówko war vor 1945 eine Ortschaft der Gemeinde Zezenow im Amts- und Standesamtsbezirk Zezenow und gehörte zum Landkreis Stolp im Regierungsbezirk Köslin der preußischen Provinz Pommern. Folglich ist der Ort mit der Geschichte der Gemeinde auf engste verbunden.
Nach 1945 kam Neu Zezenow als Cecenówko zu Polen und ist heute Teil der Gmina Główczyce im Powiat Słupski in der Woiwodschaft Pommern. Die Anbindung an Cecenow besteht weiterhin, da Cecenówko in das Schulzenamt eingegliedert ist.
Kirchlich gehörte Neu Zezenow vor 1945 zum evangelischen Kirchspiel Zezenow im Kirchenkreis Stolp-Altstadt der Kirchenprovinz Pommern der Kirche der Altpreußischen Union. 
Nach 1945 kam Cecenówko zur katholischen Pfarrei Cecenowo, die in das Dekanat Łeba im Bistum Pelplin der Katholischen Kirche in Polen eingegliedert ist. Hier lebende evangelische Kirchenglieder sind dem Kirchdorf Główczyce (Glowitz) zugeordnet, das Filialkirchort der Kreuzkirchengemeinde in Słupsk (Stolp) in der Diözese Pommern-Großpolen der Evangelisch-Augsburgischen Kirche in Polen ist.
Schulisch waren die Kinder von Neu Zezenow vor 1945 nach Zezenow orientiert.